# Rodolfo Acosta
Rodolfo Acosta, all'anagrafe Rodolfo Pérez Acosta (Chamizal, 29 luglio 1920 – Woodland Hills, 7 novembre 1974), è stato un attore messicano.

## Biografia
Nacque da José Acosta e Alexandrina Perez nel territorio americano di Chamizal, zona a lungo contesa tra il Messico e il Texas. Il padre, che esercitava il mestiere di falegname, si trasferì con la famiglia a Los Angeles, dove Acosta fu allevato e si diplomò alla Lincoln High School. In seguito, il giovane studiò recitazione al Los Angeles City College e alla UCLA e fece le sue prime esperienze come attore al Pasadena Playhouse. All'età di 19 anni, vinse una borsa di studio per frequentare il Palacio de Bellas Artes a Città del Messico, dove studiò per tre anni. 
Arruolatosi nel 1943 nella Marina degli Stati Uniti, dopo la guerra Acosta riprese la carriera artistica sul palcoscenico ed ottenne un piccolo ruolo nel film La croce di fuoco (1947) di John Ford, regista con il quale sarebbe tornato a lavorare in più occasioni. Emilio Fernández, produttore e coregista di La croce di fuoco, scrisse per Acosta un ruolo su misura per il film Salón México (1949), grazie al quale l'attore ottenne una candidatura come miglior interprete non protagonista agli Ariel Awards del 1950. Nello stesso anno, Acosta firmò un contratto con l'Universal Studios, ed apparve nel breve ruolo di Francisco Morales nel film Appuntamento con la morte (1950), accanto a James Mason e Märta Torén e, negli anni seguenti, continuò a dividersi tra Stati Uniti e Messico.
Malgrado si fosse affermato in patria come un romantico idolo dello schermo, Acosta acquistò la notorietà sulle scene statunitensi grazie a una lunga serie di personaggi di banditi, nativi americani e fuorilegge, complici il suo volto dai lineamenti marcati e il suo fisico possente. In rare occasioni, come nel film The Tijuana Story (1957), ebbe il ruolo di protagonista, ma la sua carriera a Hollywood lo portò a interpretare quasi sempre parti di antagonista, generalmente in pellicole western quali Hondo (1953), Rullo di tamburi (1954), Stella di fuoco (1960), I due volti della vendetta (1961), I quattro figli di Katie Elder (1965).
Acosta apparve regolarmente anche sugli schermi televisivi e divenne un volto familiare di serie western come Cheyenne (1958-1961), Gli uomini della prateria (1959-1964), e Bonanza (1964-1970). Nel 1959 interpretò il ruolo del capo indiano Satanta in un episodio della serie The Rebel, accanto a Nick Adams. Ebbe inoltre un ruolo ricorrente, quello di "Vaquero", nella serie Ai confini dell'Arizona, di cui interpretò 22 episodi tra il 1967 e il 1969.
Nel 1973 Acosta dovette diradare le apparizioni sulle scene a seguito dell'aggravarsi delle sue condizioni di salute. Morì nel novembre 1974, a causa di un cancro, a San Fernando (California) e venne sepolto al Forest Lawn Memorial Park (Hollywood Hills) di Los Angeles.

## Filmografia parziale

### Cinema
- Appuntamento con la morte (One Way Street), regia di Hugo Fregonese (1950)
- L'amante del torero (Bullfighter and the Lady), regia di Budd Boetticher (1951)
- Il pirata yankee (Yankee Buccaneer), regia di Frederick De Cordova (1952)
- Dan il terribile (Horizons West), regia di Budd Boetticher (1952)
- I pascoli d'oro (San Antone), regia di Joseph Kane (1953)
- Destinazione Mongolia (Destination Gobi), regia di Robert Wise (1953)
- Le ali del falco (Wings of the Hawk), regia di Budd Boetticher (1953)
- La città dei fuorilegge (City of Bad Men), regia di Harmon Jones (1953)
- I ribelli dell'Honduras (Appointment in Honduras), regia di Jacques Tourneur (1953)
- Hondo, regia di John Farrow (1953)
- Il cavaliere implacabile (Passion), regia di Allan Dwan (1954)
- Rullo di tamburi (Drum Beat), regia di Delmer Daves (1954)
- A Life in the Balance, regia di Harry Horner (1955)
- Il piccolo fuorilegge (The Littlest Outlaw), regia di Roberto Gavaldón (1955)
- La grande sfida (The Proud Ones), regia di Robert D. Webb (1956)
- Bandido, regia di Robert Parrish (1956)
- Il guerriero apache (Apache Warrior), regia di Elmo Williams (1957)
- Schiava degli apaches (Trooper Hook), regia di Charles Marquis Warren (1957)
- L'uomo che non voleva uccidere (From Hell to Texas), regia di Henry Hathaway (1958)
- Che nessuno scriva il mio epitaffio (Let No Man Write My Epytaph), regia di Philip Leacock (1960)
- Stella di fuoco (Flamingo Star), regia di Don Siegel (1960)
- La squadra infernale (Posse from Hell), regia di Herbert Coleman (1961)
- I due volti della vendetta (One-Eyed Jacks), regia di Marlon Brando (1961)
- Lo sceriffo in gonnella (The Second Time Around), regia di Vincent Sherman (1961)
- I temerari del West (The Raiders), regia di Herschel Daugherty (1963)
- Sam il selvaggio (Savage Sam), regia di Norman Tokar (1963)
- Rio Conchos, regia di Gordon Douglas (1964)
- La più grande storia mai raccontata (The Greatest Story Ever Told), regia di George Stevens (1965)
- I 4 figli di Katie Elder (The Sons of Katie Elder), regia di Henry Hathaway (1965)
- Il ritorno dei magnifici sette (Return of the Seven), regia di Burt Kennedy (1966)
- I diavoli di Dayton (Dayton's Devil), regia di Jack Shea (1968)
- Il trafficante di Manila (Impasse), regia di Richard Benedict (1969)
- Appuntamento per una vendetta (Young Billy Young), regia di Burt Kennedy (1969)
- Per salire più in basso (The Great White Hope), regia di Martin Ritt (1967)
- Sergente Flep indiano ribelle (Flap), regia di Carol Reed (1970)

### Televisione
- Have Gun - Will Travel – serie TV, 3 episodi (1957-1961)
- Cheyenne – serie TV, 3 episodi (1958-1961)
- The Texan – serie TV, episodio 2x10 (1959)
- Sugarfoot – serie TV, episodio 2x19 (1959)
- Gli uomini della prateria (Rawhide) – serie TV, 4 episodi (1959-1964)
- Death Valley Days – serie TV, 6 episodi (1959-1965)
- Maverick – serie TV, episodio 5x06 (1962)
- The Gallant Men – serie TV, episodio 1x10 (1962)
- Il virginiano (The Virginian) – serie TV, episodio 1x28 (1963)
- La grande avventura (The Great Adventure) – serie TV, episodi 1x02-1x03 (1963)
- The Travels of Jaimie McPheeters – serie TV, episodio 1x20 (1964)
- Iron Horse – serie TV, episodio 1x07 (1966)
- Ai confini dell'Arizona (The High Chaparral) – serie TV, 22 episodi (1967-1969)
- Sui sentieri del West (The Outcasts) – serie TV, episodio 1x23 (1969)
- Bonanza – serie TV, 4 episodi (1964-1970)

## Doppiatori italiani
- Marcello Prando in Ai confini dell'Arizona
- Bruno Persa in Il piccolo fuorilegge
- Stefano Sibaldi in Il pirata yankee
- Nino Bonanni in Rullo di tamburi
- Nino Pavese in Le ali del falco
- Lauro Gazzolo in Dan il terribile
- Sergio Tedesco in Rio Conchos
- Pino Locchi in Bandido
- Marco Mete in Zorro (ridoppiaggio)